# Марк Тітіній
Марк Тіті́ній (лат. Marcus Titinius; ? — після 302 до н. е.) — політичний і військовий діяч часів Римської республіки, начальник кінноти 302 року до н. е.

## Біографія
Походив з плебейського роду Тітініїв, представники якого у той час були серед децемвірів, але рід ніколи не досяг великого значення, і жоден з його членів не був серед консулів.
302 року до н. е. обраний для ведення війни (лат. Rei gerundae causa) диктатором Гай Юній Брут Бубульк призначив своїм заступником — начальником кінноти Марка Тітінія. Вдвох вони вправно розбили повсталих еквів. Того ж року був висвячений храм богині Порятунку.
З того часу про подальшу долю Марка Тітінія згадок немає.